# Tête de Moine
El Tête de Moine AOP ("cabeza de monje" en francés) es un queso semiduro suizo elaborado con leche cruda para rallar, extremadamente oloroso y originario del Jura bernés, la región francófona del cantón de Berna y en el cantón del Jura según la receta tradicional. Se produce con más exactitud en la abadía de Bellelay, situada en la comuna de Saicourt, en el distrito de Moutier. Actualmente, todas las queserías-lecherías del valle producen este delicioso queso. El Tête de Moine AOP se consume en forma de flores hechas con una Girolle o se compra listo para comer.

## Origen
El nombre "Tête de Moine" se conoce desde 1790, pero sus orígenes se remontan al siglo XII. Los monjes empezaron a fabricarlo hace más de ocho siglos. Ya en 1192 (hace más de 825 años), un siglo antes de la fundación de la Confederación Helvética, el queso de los abades de Bellelay había adquirido tal reputación que se utilizó para pagar los derechos de los ganaderos a los propietarios de las fincas, para regular los litigios, que se ofrece como regalo a los príncipes-obispos de Basilea o incluso como moneda. Con el paso de los siglos, las granjas de fuera de la abadía también empezaron a producirlo.
En 1797, en el contexto de la Revolución Francesa, los monjes fueron expulsados de la abadía, pero las queserías de la granja siguieron produciendo Tête de Moine AOP. El queso fue nombrado Tête de Moine hace dos siglos por los soldados de la Revolución Francesa, que, después de haber expulsado a los monjes, descubrieron monedas de queso almacenado en el fondo de las bodegas de gran tamaño. Adoptaron la forma de raspa de queso para consumir con la tonsura de monje.
En el siglo XIX, la producción recibe un nuevo impulso cuando A. Hofstetter, agricultor de Bellelay, recibe un premio en París por su queso. A finales de siglo se crean las primeras queserías de pueblo y comienzan las exportaciones: 10 toneladas de Tête de Moine AOP fueron transportadas a Rusia.
En la primera parte del siglo XX, las queserías de granja se convirtieron en queserías de pueblo y la producción de queso aumentó. A partir de los años 70, se producen algunos acontecimientos importantes que abren un nuevo capítulo en la historia del Tête de Moine AOP. Para comercializar el Tête de Moine AOP y promover las ventas, las queserías se unieron en 1978 para formar la Association des Fabricant-e-s de Tête de Moine (AFT).
En 1997, productores, queseros, maduradores y comerciantes fundaron la Interprofesión Tête de Moine. Otro acontecimiento importante: En 1982, se inventó un aparato llamado Girolle que permite hacer "arandelas o virutas del Tête de Moine" girando un raspador en torno a un eje plantado en el centro del queso. Este aparato le dio un impulso adicional al consumo de este queso. 
Disfruta de la Appellation d'Origine Contrôlée (denominación de origen controlada) desde mayo de 2001. Inicialmente conocida como AOC (Appellation d'origine contrôlée), la etiqueta se convirtió en AOP (Appellation d'origine protégée) en 2010. Al año siguiente, en 2002, los productores de leche fundaron la Asociación de Productores de Leche Tête de Moine (APLT) para defender sus intereses. Ha sido exportado a todo el mundo, y es una carta de visita de la tradición quesera del Jura bernés de Suiza. Desde el 7 de junio de 2022, cuenta con el reconocimiento de la Organización Mundial de la Propiedad Intelectual como denominación de origen.
El queso Tête de Moine AOP demostró una vez más en 2005 su gran calidad en las Olimpiadas del Queso de Montaña celebradas en Verona, donde obtuvo dos medallas en la categoría superior de quesos semiduros, en la que competían 288 productos procedentes de las montañas del mundo entero. En 1997, productores, queseros, maduradores y comerciantes fundaron la Interprofesión Tête de Moine. Otro acontecimiento importante fue la invención de la Girolle® Original en 1982 por Nicolas Crevoisier. La Girolle confiere al Tête de Moine AOP su forma única, que le permite desarrollar plenamente su sabor. 
Tête de Moine se produce actualmente por menos de 10 queserías de la zona del Jura de Porrentruy, Distrito de Franches-Montagnes, ambos situados en el cantón de Jura, así como en Moutier Courtelary y en el Jura bernés. 

## Elaborado según la receta original
El Tête de Moine AOP es un producto de máxima calidad, elaborado en las queserías de la región siguiendo el proceso tradicional y la receta original, de acuerdo con los requisitos del pliego de condiciones de la AOP. La descripción escrita más antigua del Tête de Moine AOP se remonta a 1628. Ya entonces se indicaba que este queso debía elaborarse a partir de "leche grasa de alta calidad, elaborada con las mejores hierbas y plantas locales". Para garantizar la calidad de la frescura, la leche se produce y se envasa en la región de la AOP. El forraje para las vacas lecheras debe proceder íntegramente de la base forrajera de la propia explotación o de los pastos de la comunidad vecina, en los que el ganado debe pastar durante al menos 120 días. Los productores de leche, los queseros y los maduradores trabajan con los medios más modernos, pero respetando la artesanía tradicional. Está prohibido el uso de somatotropina, urea, productos que contengan urea, harinas animales y hormonas de crecimiento o productos similares, así como la distribución de forraje ensilado. Al baño de salmuera le sigue el periodo de maduración, durante el cual los quesos deben almacenarse y madurar durante al menos 75 días en tablas de abeto en la zona geográfica.
El control de calidad del Tête de Moine AOP se realiza de acuerdo con los criterios definidos en el pliego de condiciones de la AOP. Cada mes, un comité realiza una "auditoría" (control de calidad y validación) en las bodegas de las queserías, evaluando el queso según los cuatro criterios siguientes: aspecto, apertura, pasta (color), olor y sabor. Si el queso no cumple la calidad exigida, no se comercializa (no debe) con la denominación "Tête de Moine AOP".

## Características
El queso contiene vintage leche de vaca y la totalidad, es decir, un queso con la mitad de la pasta cocida o semiduro presionado. Tiene un diámetro de 10-15 cm y pesa entre 800 g y 1 kg. Se caracteriza por una forma cilíndrica, cuya altura oscila entre el 70 al 100% de su diámetro. La corteza, de color marrón rojizo, es firme, granulada, lubricada, húmeda y sana, y la pasta, de color marfil a amarillo pálido, es homogénea, ligeramente húmeda, pegajosa y flexible. Debido a su fina textura, el Tête de Moine AOP no se corta en rodajas, sino que se raspa con una Girolle Original o un dispositivo similar para obtener las flores. El contenido medio de grasa es de 525 g/kg en la materia seca y de al menos 315 g/kg en el queso, mientras que su contenido de sal puede llegar a ser de 25 g/kg. Su peso medio es de 850 g, pero algunas pueden llegar hasta los 2,5 kg.  Es excelente con el vino blanco seco, después de haber sido madurado por un mínimo de 2 meses y medio en pequeñas tablas de abeto.  
La Girolle fue inventada por Nicolas Crevoisier especialmente para Tête de Moine AOP en 1982. El nombre de esta herramienta de raspado proviene del aspecto de las flores, que recuerdan a los rebozuelos (en francés: girolle). La Girolle® consiste en una tabla de madera redonda con una varilla de acero vertical en el centro y una manivela. El queso se come de una manera inusual: debe ser cuidadosamente raspado con un cuchillo con el fin de desarrollar sus sabores perfumados. Se corta primero por la mitad y luego se coloca en la varilla para poder raspar las flores con la manivela. Esta forma única de cortar realza el sabor del queso.